# Montamat
Montamat é uma comuna francesa na região administrativa de Occitânia, no departamento de Gers. Estende-se por uma área de 6,6 km². Em 2010 a comuna tinha 132 habitantes (densidade: 20 hab./km²).